# 麒麟区
麒麟区（きりん-く）は、中華人民共和国雲南省曲靖市に位置する市轄区。

## 地理
滇東高原中部、南盤江上流の東経103°29′から104°14′、北緯25°07′から26°06の地域に位置する。

## 歴史
清代の南寧県。1913年（民国2年）、曲靖県と改称される。
1997年5月6日、曲靖地区と県級市の曲靖市の廃止と、地級市の曲靖市の設置が決定、級曲靖市の城関、三宝、越州、東山の4鎮及び環城、珠街、沿江、茨営、瀟湘、西山の6郷が麒麟区とされ、西平、花山の2鎮及び沾益、盤江、白水、大坡、菱角、徳沢、炎方、播楽の8郷は沾益県とされた。

## 行政区画
下部に11街道、3鎮を管轄する。
- 街道
  - 南寧街道、白石江街道、文華街道、建寧街道、太和街道、寥廓街道、瀟湘街道、益寧街道、珠街街道、沿江街道、三宝街道
- 鎮
  - 茨営鎮、越州鎮、東山鎮

## 教育
- 雲南能源職業技術学院（中国語版）
- 曲靖職業技術学院（中国語版）

## 交通

### 鉄道
- 中国鉄路総公司
  - 中国鉄路昆明局集団公司
    - 滬昆線
      - （昆明方面）- 曲靖駅（中国語版） -（貴陽方面）

### 道路
- 高速道路
  - 杭瑞高速道路
  - 滬昆高速道路
  - 汕昆高速道路
  - S18 曲陸高速道路
- 国道
  -  G320国道
  -  G326国道

## 文化
- （第一次）中華人民共和国全国重点文物保護単位 兼 雲南全国重点文物保護単位列表（中国語版）
  - 爨宝子碑
  - 段氏与三十七部会盟碑
  - 八塔台墓群

## 健康・医療・衛生
- 曲靖市第一人民医院
- 曲靖市第二人民医院
- 曲靖市第三人民医院
- 曲靖市中医医院